# Cesar Bravo
Cesar Bravo (Monte Alto, 27 de junho de 1977) é um escritor brasileiro, autor de romances e contos e organizador de antologias. Escreve principalmente obras de horror e suspense. É um dos editores da DarkSide Books, fundada em 2012 e primeira editora brasileira exclusivamente dedicada a literatura fantástica e criminal.

## Biografia
Cesar nasceu na cidade de Monte Alto, região de Ribeirão Preto, em 1977. Formou-se em farmácia, escrevendo em especial em seu tempo livre. Começou a escrever profissionalmente na internet, sendo fã de histórias de terror desde criança. Em 2011, entrou em um grupo de escritores no Facebook, o C.L.A.E., onde começou a apresentar alguns de seus textos.
O grupo também mantinha uma revista, onde Cesar pôde publicar diversas vezes, o que lhe garantiu audiência. Sua primeira publicação foi com a Editora Multifoco, em 2012, organizando e escrevendo em outras publicações da mesma editora.
Através da plataforma de publicações independentes da Amazon Brasil, Cesar publicou uma coletânea de contos, Calafrios da Noite. Outros livros publicados da mesma forma foram Além da Carne, Caverna de Ossos e Ouça o que eu Digo. Em 2013, ganhou o Prêmio FNAC Novos Talentos da Literatura, o que levou à uma publicação pela Editora Novo Século.
Em 2016, publicou o livro Ultra Carnen, pela DarkSide Books. Em 2019, publicou VHS: Verdadeiras Histórias de Sangue. Em 2020, publicou a sequência DVD: Devoção Verdadeira a D..
Seus livros têm em comum, além do gênero, o fato de se passarem na cidade paulista fictícia de Três Rios. De acordo com o escritor Andrew Pyper, Cesar tem uma mente sombria capaz de criar grandes histórias. O autor Hans-Åke Lilja afirmou que o autor brasileiro tem uma das mentes mais sombrias que já viu.

## Publicações

### Contos
- “A Mulher do Sótão”, na coletânea The King[13], Editora Multifoco, 2012;
- “Passional”, na coletânea O Mistério das Sombras, organizada por Alexandre Durigon, 2012[14];
- “Punhal nas costas”, publicado na IX edição da revista As Flores do Mal, por C.L.A.E., 2013;
- “Justa causa”, publicado na X edição da revista As Flores do Mal magazine, por C.L.A.E., 2013;
- “Melhor estar morto”, publicado na XI edição da revista As Flores do Mal, por C.L.A.E., 2013;
- "Onde há fumaça, há fogo", publicado na coletânea Sinistro 3, organizada por Frodo Oliveira, 2013[15];
- "Jota Pê e sua arma secreta", publicado na coletânea Histórias para Ler no Cemitério, Navras Digital, 2013 e antologia Detetives SA, pela Darda, 2017;
- “Na calmaria do olho que vê”, publicado na antologia A Morte do Outro Lado, da Luneta, organizada por Alexandre Durigon, 2014;
- "I put a spell on you", publicado na antologia Conte uma Canção, organizada por Frodo Oliveira, 2014[16];
- "O fosso", publicado na antologia Os Matadores mais Cruéis que Conheci (Vol II), organizada por Alexandre Durigon, 2015;
- "Água fria, coração gelado", publicado na antologia Solarium 3, organizada por Frodo Oliveira, 2015[17];
- "O estranho calado", publicado na antologia Zumbis no País do Futuro, organizada por Frodo Oliveira, 2016[18];
- "Tesouras e linhas", publicado na antologia Post Mortem, organizada por Frodo Oliveira, 2016;
- "Agouro", publicado na antologia Narrativas do Medo, organizada por Vitor Abdala e Neblina Negra, 2017[19];
- "A verdade em que podemos crer", publicado na antologia Do Terror ao Horror, organizado por Rô Mierling e publicado pela Illuminaire, 2017[20];
- "Depois das três", publicado na antologia A Hora Morta, pela Luva, 2017[21];
- "Intersecções", publicado na antologia Rio Vermelho, pela Luva, 2018[22];
- "Cartas marcadas", publicado na antologia Narrativas do Medo, organizada por Vitor Abdala e publicado pela Neblina Negra, 2018[23].
- "Velho demais para o sabbath, jovem demais para morrer", publicado na antologia Sabbath Blood Sabbath, de Metalmancer em 2020.

### Livros
- Calafrios da Noite, 2013;
- Caverna de Ossos, 2013;
- Além da Carne - Contos Insanos, 2014, precursor de Ultra Carnem;
- Navio Negreiro, 2014;
- Ouça o Que Eu Digo, 2015;
- Ultra Carnem, 2016;
- VHS: Verdadeiras Histórias de Sangue, 2019;
- DVD: Devoção Verdadeira a D., 2020.
- 1618, 2022.
- Amplificador, 2023.
- Três Rios, 2024.

### Traduções
- The Dark Man: o Homem que Habita a Escuridão, de Stephen King, publicado pela DarkSide Books 2019.

### Organizações
- Antologia Dark, vários autores, publicado pela DarkSide Books, 2020.

### Colaborações
- Prefácio para Insanidade, publicado na antologia da Skull Editora, 2017[24];
- Prefácio para O Melhor do Terror Nacional, 2019;
- Introdução para Stranger Fans, publicado pela DarkSide Books, 2019;
- Introdução para Livros de Sangue, publicado pela DarkSide Books, 2020.